# Phil Cohran
Kelan Phil Cohran (* 8. Mai 1927 in Oxford, Massachusetts; † 28. Juni 2017 in Chicago) war ein US-amerikanischer Jazzmusiker (Trompete, Kornett, ferner Waldhorn, Baritonsaxophon und Perkussion).

## Leben und Wirken
Philip Cohran wuchs in St. Louis, Missouri auf, spielte Anfang der 1950er Jahre in der Band von Jay McShann und anschließend in einer Band der US-Kriegsmarine. Nach dem Militärdienst war er Mitglied des Arkestra von Sun Ra (bis Ra 1961 Chicago verließ). Zu hören war er auf frühen Arkestra-Alben wie Fate in a Pleasant Mood, Music from Tomorrow’s World und Angels and Demons at Play. Cohran gehörte bereits in der Gründungsepoche zu den Mitgliedern der Association for the Advancement of Creative Musicians (AACM). Ab Ende der 1960er Jahre arbeitete er mit seiner Formation Artistic Heritage Ensemble an einer Verschmelzung afrikanischer Rhythmen, Funk und Jazz-Improvisation. Zu der Band gehörten der spätere Miles Davis-Gitarrist Pete Cosey und Mitglieder der Hornbläsergruppe von Earth, Wind & Fire. 1967/68 entstand das Album On the Beach, auf dem Cohran auch ein elektrisch verstärktes Lamellophon (Frankiphone) spielt. Cohran unterrichtete in späteren Jahren am Center for Inner City Studies der Northeastern Illinois University.
Seine acht Söhne aus zwei Ehen, die von ihren Eltern musikalisch ausgebildet wurden, bilden das Hypnotic Brass Ensemble, das 2011 auf dem JazzFest Berlin konzertierte.

## Diskographische Hinweise
- On the Beach (1967/68)
- Armageddon (Katalyst, 1968)
- The Malcolm X Memorial – A Tribute In Music (Mississippi Records, 1968) mit Aaron Dodd
- African Skies (1993, Captcha Records)
- Singles (Midday, 2007)
- The Spanish Suite (Katalyst)